# 星旗
星旗（加泰隆尼亞語發音：[əstəˈɫaðə]，加泰隆尼亞語發音：[esteˈlaða]）是加泰隆尼亞獨立運動的一面非官方旗幟，用以表達對加泰罗尼亚獨立或加泰隆尼亞語地區獨立的支持。
該旗幟自20世紀10年代有多套變種，其中至今仍被廣為采用的是藍星旗及紅星旗，兩者皆是加泰羅尼亞民族主義的標誌。

## 起源
該旗幟起源於20世紀初，最廣泛被接受的說法是由比森斯·艾伯特·巴列斯特尔於1918年設計並推廣。初代旗幟設計受古巴、美屬波多黎各及菲律賓國旗啓發，由加泰隆尼亞傳統紅黃相間的阿拉貢和加泰羅尼亞旗（Senyera）作基礎，並在左側加上黃色三角形和紅色五角星組成。

傳統藍星旗 Estelada Blava (1918)

## 旗種
目前有兩套被加泰隆尼亞獨派廣泛使用的旗幟設計，分別是：

左派紅星旗 Estelada Vermella (1972)

- 1918年：藍星旗 (Estelada Blava)  藍星旗是傳統加泰隆尼亞獨派使用的旗幟。左派紅星旗 Estelada Vermella (1972)設計主體是紅黃相間長條的令旗，旗幟左側藍色三角形內含有一顆白色五角星。[1]
- 1972年：紅星旗 (Estelada Vermella)  紅星旗是70年代獨派中社會主義人士使用的旗幟。

## 延伸閱讀
- Joan Crexell i Playà, L'origen de la bandera independentista, Edicions El Llamp, 1984.

## 外部連結
- （文） 100th anniversary of estelada flag （页面存档备份，存于）
- （文） History of the estelada flag
- （文） Estelades gallery